# Atresia intestinal
Atresia intestinal é uma malformação onde existe um estreitamento ou ausência de uma parte do intestino. Este defeito pode ocorrer no intestino delgado ou grosso. Cerca de 20 a 40 por cento dos pacientes possuem Síndrome de Down.
O diagnóstico de atresia duodenal normalmente é confirmado por radiografia. Um raio-X do abdómen mostra dois grandes espaços preenchidos por ar, chamados de sinal da "bolha dupla". O ar é aprisionado no estômago e duodeno.